# Willy Roedel
Willy Roedel, auch Willy Rödel (* 16. März 1897 in Hanau; † 15. Oktober 1947 bei Moskau) war ein deutscher Polizist, SA-Führer und Oberregierungsrat im Auswärtigen Amtes.

## Leben
Roedel war der Sohn eines Kriminalpolizisten. Er meldete sich nach dem Ende seiner Schulzeit 1914 freiwillig zum Militär. Nach dem Ersten Weltkrieg war er während der Novemberrevolution als Soldat der Regierungstruppen in Berlin eingesetzt und nahm als Angehöriger des Freikorps Märker an der Besetzung Braunschweigs und Leipzig teil. 1918/19 war er SPD-Mitglied. 1919/20 trat er in Mecklenburg-Schwerin in den Polizeidienst als Polizeileutnant ein, lebte 1924 als Farmer in Südwestafrika und kehrte nach Deutschland zurück, wo er in der Folgezeit seinen Lebensunterhalt zunächst als Lageraufseher, dann als Reisevertreter und schließlich als Polizeiinspekteur in Kötzschenbroda bestritt.
Der NSDAP trat er zum 2. Juni 1925 bei (Mitgliedsnummer 5.340). Nach der nationalsozialistischen Machtergreifung war er ab 1933 im Stab der Sturmabteilung in Frankfurt am Main Adjutant und Stabsleiter. 1934 löste er Günther Gräntz als Führer der SA-Brigade 49 in Frankfurt ab. Im Zuge der Röhm-Affäre setzte er sich kurzzeitig in die Alpenregion ab, war nach seiner Rückkehr Referent für die SA und stieg bis zum SA-Oberführer auf.
Roedel trat 1935 als diplomatischer Kurier in den Dienst des Auswärtigen Amtes ein. Während des Zweiten Weltkrieges war er in der Slowakei Mitarbeiter Manfred von Killingers und leitete an der deutschen Botschaft in Bratislava ab 1940 die Konsularabteilung. Anfang 1941 wechselte er nach Bukarest, wo er als Adjutant und Sekretär des Botschafters Killinger wirkte sowie an der Botschaft die Informationsabteilung leitete. Roedel wurde 1942 zum Legationsrat 1. Klasse befördert.
Nach dem Überfall auf die Sowjetunion versorgte er „von der Bukarester Botschaft aus das in Südrussland gemeinsam mit rumänischen Einheiten tätige Sonderkommando 11b der Einsatzgruppe D der Sipo und des SD mit Informationen über angebliche Doppelagenten unter den jüdischen Rumänen“. Laut Nachkriegsaussagen ehemaliger Kollegen war Roedel auch Mitarbeiter der Abwehr und der Geheimdienstabteilung des Auswärtigen Amtes. In dieser Funktion soll er konspirative Kontakte zum Rumänischen Geheimdienst und auch der britischen Aufklärung gehabt haben.
Nach dem Königlichen Staatsstreich wurde Roedel Ende August 1944 mit anderen Mitarbeitern des deutschen Gesandtschaftspersonals in Bukarest von Angehörigen der rumänischen Armee festgenommen und an die Sowjets übergeben. Am 7. oder 8. September 1944 wurde er nach Moskau verbracht. Roedel war in der Lubjanka und im Lefortowo-Gefängnis inhaftiert, wo er Zellennachbar von Raoul Wallenberg war. In der Haft fertigte er Berichte zum ebenfalls inhaftierten Gustav Richter an, der für die Deportation der rumänischen Juden zuständig war. Richter wiederum sagte vor sowjetischen Vernehmern aus, dass er 1943 Roedel um Vermittlung bei dem Versuch 5000 rumänische Juden gegen Bezahlung über die Türkei nach Palästina ausreisen zu lassen, gebeten habe.
Mitte Oktober 1947 wurde er Aussagen eines ehemaligen KGB-Offiziers zufolge „auf Befehl […] während des Transports von Moskau in das Lager Nr. 7 Krasnogorsk des MWD“ mittels einer Giftinjektion ermordet. Als offizielle Todesursache sei Herzversagen angegeben worden. Der Historiker Andreas Weigelt mutmaßt, dass Roedels „gewaltsamer Tod der Verwischung der Spuren von Raoul Wallenberg gedient haben“ könne.